# Придворица (Чачак)
Придворица је насеље у Србији у општини Чачак у Моравичком округу. Према попису из 2022. било је 155 становника.

Овде се налазе Запис Ковачевића оскоруша (Придворица), Запис Пековића орах (Придворица), Запис Продановића орах (Придворица), Запис Обрадовића орах (Придворица), Запис Вуловића орах (Придворица), Запис Станковића крушка (Придворица) и Запис Јовановића орах (Придворица).

## Демографија
У насељу Придворица живи 170 пунолетних становника, а просечна старост становништва износи 44,5 година (44,0 код мушкараца и 45,0 код жена). У насељу има 91 домаћинство, а просечан број чланова по домаћинству је 2,29.
Ово насеље је у потпуности насељено Србима (према попису из 2002. године).
|  |

| Демографија | Демографија | Демографија |
| Година      | Становника  | Становника  |
| ----------- | ----------- | ----------- |
| 1948.       | 236         |             |
| 1953.       | 243         |             |
| 1961.       | 169         |             |
| 1971.       | 161         |             |
| 1981.       | 140         |             |
| 1991.       | 243         | 243         |
| 2002.       | 208         | 211         |
| 2011.       | 195         |             |

| Етнички састав према попису из 2002.‍ | Етнички састав према попису из 2002.‍ | Етнички састав према попису из 2002.‍ | Етнички састав према попису из 2002.‍ | Етнички састав према попису из 2002.‍ |
| ------------------------------------ | ------------------------------------ | ------------------------------------ | ------------------------------------ | ------------------------------------ |
|                                      |                                      |                                      |                                      |                                      |
| Срби                                 | Срби                                 |                                      | 208                                  | 100,0%                               |
| непознато                            | непознато                            |                                      | 0                                    | 0,0%                                 |

| Година пописа     | 1948. | 1953. | 1961. | 1971. | 1981. | 1991. | 2002. |
| ----------------- | ----- | ----- | ----- | ----- | ----- | ----- | ----- |
| Број домаћинстава | 45    | 67    | 45    | 45    | 51    | 80    | 91    |

| Број чланова      | 1  | 2  | 3  | 4  | 5 | 6 | 7 | 8 | 9 | 10 и више | Просек |
| ----------------- | -- | -- | -- | -- | - | - | - | - | - | --------- | ------ |
| Број домаћинстава | 29 | 30 | 13 | 16 | 2 | 1 | 0 | 0 | 0 | 0         | 2,29   |

| Пол    | Укупно | Неожењен/Неудата | Ожењен/Удата | Удовац/Удовица | Разведен/Разведена | Непознато |
| ------ | ------ | ---------------- | ------------ | -------------- | ------------------ | --------- |
| Мушки  | 87     | 18               | 56           | 10             | 3                  | 0         |
| Женски | 85     | 7                | 56           | 20             | 1                  | 1         |
| УКУПНО | 172    | 25               | 112          | 30             | 4                  | 1         |

| Пол    | Укупно                    | Пољопривреда, лов и шумарство | Рибарство                            | Вађење руде и камена | Прерађивачка индустрија       |
| ------ | ------------------------- | ----------------------------- | ------------------------------------ | -------------------- | ----------------------------- |
| Мушки  | 37                        | 2                             | 0                                    | 0                    | 17                            |
| Женски | 16                        | 3                             | 0                                    | 0                    | 3                             |
| УКУПНО | 53                        | 5                             | 0                                    | 0                    | 20                            |
| Пол    | Производња и снабдевање   | Грађевинарство                | Трговина                             | Хотели и ресторани   | Саобраћај, складиштење и везе |
| Мушки  | 4                         | 1                             | 8                                    | 0                    | 2                             |
| Женски | 0                         | 0                             | 2                                    | 0                    | 0                             |
| УКУПНО | 4                         | 1                             | 10                                   | 0                    | 2                             |
| Пол    | Финансијско посредовање   | Некретнине                    | Државна управа и одбрана             | Образовање           | Здравствени и социјални рад   |
| Мушки  | 0                         | 1                             | 1                                    | 0                    | 1                             |
| Женски | 1                         | 2                             | 1                                    | 0                    | 2                             |
| УКУПНО | 1                         | 3                             | 2                                    | 0                    | 3                             |
| Пол    | Остале услужне активности | Приватна домаћинства          | Екстериторијалне организације и тела | Непознато            | Непознато                     |
| Мушки  | 0                         | 0                             | 0                                    | 0                    | 0                             |
| Женски | 2                         | 0                             | 0                                    | 0                    | 0                             |
| УКУПНО | 2                         | 0                             | 0                                    | 0                    | 0                             |

## Слике
- Поглед на Чачак из Придворице
- Чачак у магли поглед из Придворице